# Joan Trimble
Joan Trimble (* 18. Juni 1915 in Enniskillen, Nordirland; † 6. August 2000 ebenda) war eine irische Komponistin und Pianistin.
Die Enkeltochter des irischen Zeitungsverlegers William Copeland Trimble studierte von 1931 bis 1936 an der Royal Irish Academy of Music und von 1932 bis 1936 am Trinity College in Dublin. Von 1936 bis 1940 studierte sie am Royal College of Music in London bei Arthur Benjamin, Ralph Vaughan Williams und Herbert Howells. Ab 1938 bildete sie mit ihrer Schwester Valerie Trimble ein Klavierduo und trat als Pianistin auf. Sie komponierte Klavierstücke, Lieder, eine Streichersuite (1951) und das Stück Érin go Brágh für Blasorchester. Ihr Hauptwerk ist die Oper Blind Raftery von 1957.